# Selena Live!
Selena Live! (Español: ¡Selena En Vivo!) es un álbum en vivo de la cantante tejana Selena. Fue lanzado el 4 de mayo de 1993 por EMI Latin. Este álbum fue grabado durante un concierto en la ciudad de Corpus Christi, Texas, en el Memorial Coliseum el 7 de febrero del mismo año. Incluye una colección de grandes éxitos de Selena en aquel momento, así como también tres canciones inéditas: "No Debes Jugar", "Tú Robaste Mi Corazón" (a dúo con Emilio Navaira), y "La Llamada". Con este álbum, Selena ganó ese mismo año un Grammy al Mejor Álbum de Música Mexicano-Estadounidense, siendo la primera artista texana en lograr un Grammy. Además, el álbum ganó dos premios Billboard de la Música Latina de 1994 y tres galardones en la gala de los Premios de la Música Tejana del mismo año. El álbum se aupó en el primer puesto en la lista de los Álbumes Regionales Mexicanos en Estados Unidos, el segundo puesto en el Top Latin Albums y el 79 en la lista Billboard 200, tras el asesinato de la artista en marzo de 1995. El álbum posee la certificación dorada en los Estados Unidos.

## Listado de canciones
| N.º | Título                                           | Escritor(es)                                                                       | Duración |  |
| 1.  | «Como la Flor/Baila Esta Cumbia»                 | A.B. Quintanilla III • Pete Astudillo / Quintanilla III                            | 9:44     |  |
| 2.  | «Ámame, Quiéreme/Siempre Estoy Pensando en Ti»   | Quintanilla III / Quintanilla III • Astudillo                                      | 3:48     |  |
| 3.  | «Ven Conmigo/Perdóname»                          | Quintanilla III • Astudillo                                                        | 6:33     |  |
| 4.  | «¿Qué Creías?»                                   | Quintanilla III • Ricky Vela                                                       | 3:35     |  |
| 5.  | «Si la Quieres»                                  | Vela                                                                               | 3:19     |  |
| 6.  | «Porque le Gusta Bailar Cumbia» (Pete Astudillo) | Quintanilla III • Astudillo                                                        | 3:50     |  |
| 7.  | «La Carcacha/Besitos»                            | Quintanilla III • Astudillo / Quintanilla III                                      | 6:53     |  |
| 8.  | «Ya Ves/Las Cadenas/Yo Te Amo»                   | Quintanilla III • Astudillo / Quintanilla III • Vela / Quintanilla III • Astudillo | 8:07     |  |
| 9.  | «No Debes Jugar»                                 | Quintanilla III • Vela                                                             | 2:48     |  |
| 10. | «Tú Robaste Mi Corazón» (con Emilio Navaira)     | Quintanilla III • Vela                                                             | 3:49     |  |
| 11. | «La Llamada»                                     | Quintanilla III • Astudillo                                                        | 3:12     |  |

| 20 Years of Music: Re-Issued Edition (2002) |                                                                                               |                   |          |  |
| N.º                                         | Título                                                                                        | Escritor(es)      | Duración |  |
| 12.                                         | «Spoken Liners Notes by the Band and Family» (Comentarios por miembros de la banda y familia) | Brian "Red" Moore | 14:54    |  |

## Certificaciones
En los Estados Unidos el álbum está clasificado como doble de platino por las 2 millones de copias. En México el álbum es Diamante por vender mÁs del millón de unidades. En Puerto Rico es Platino, en otros países como Argentina, Venezuela, Colombia, Panamá, Chile, Bolivia, Uruguay, Paraguay, Ecuador, España y Canadá se logró publicar y recibió buenas ventas que superan las 500.000.
| País/Territorio | Organismo certificador | Certificación | Simbolización | Ventas    |
| --------------- | ---------------------- | ------------- | ------------- | --------- |
| Estados Unidos  | RIAA                   | 2x Platino    |               | 2,000,000 |
| México          | AMPROFON               | Diamante      |               | 1,000,000 |
| Puerto Rico     | PR                     | Platino       |               | 80,000    |